# コアムナノバイオ
コアムナノバイオ (Coam Nano & Bio Industry Co, Ltd., 朝鮮語: 코암나노바이오)は, 生命化学・アニメ・漫画出版・ゲームの製造・販売を行っている企業である。大韓民国の生命化学最大手会社。
本社はソウル特別市龍山区にある。テウォンC&Aホールディングスの子会社。
テウォンのナノバイオ技術など、ゲーム・出版・生命化学におよぶ「テウォンC&Aホールディングス グループ」の中核企業である